# Simo Häyhä
Simo Häyhä, IPA: [ˈsimo ˈhæy̯hæ]  (Rautjärvi, 17 dicembre 1905 – Hamina, 1º aprile 2002), è stato un militare finlandese.
Attivo come tiratore scelto durante la guerra d'inverno contro l'Armata Rossa, venne soprannominato "Morte Bianca" (Белая смерть, Belaya smert in russo, Valkoinen kuolema in finlandese) per l'altissimo numero di soldati nemici uccisi: 542 se si considerano quelli confermati, circa 700 se si considerano anche quelli non confermati (molto probabilmente attribuiti per scopi propagandistici).
In virtù di questi numeri e dell'efficacia delle sue strategie di combattimento, Häyhä è riconosciuto come il più letale cecchino della storia.

## Biografia
Simo Häyhä è nato il 17 dicembre 1905 nella città di Rautjärvi, in Carelia, regione della Finlandia sud-orientale, allora parte della Russia ed oggi al confine, settimo degli otto figli concepiti da Juho Häyhä e Katriina Vilkko, una coppia di agricoltori luterani proprietari di una fattoria in cui il piccolo Simo era solito aiutare i genitori nelle attività di pesca e allevamento del bestiame.
All'età di 17 anni entrò a far parte della Guardia Civile nella milizia volontaria della Finlandia indipendente (Suojeluskunta), mentre nel 1925 entrò nell'esercito della Finlandia indipendente. Durante la guerra d'inverno (1939-1940) tra Finlandia e Unione Sovietica prese parte al conflitto operando come cecchino, inquadrato nella 6ª compagnia del Reggimento di Fanteria 34, sotto il comando del tenente Aarne Juutilainen.
I combattimenti avvenivano in territori dove la temperatura era bassissima e per questo Häyhä sviluppò tecniche di cecchinaggio che gli permisero di mantenere al più alto livello possibile la sua efficienza fisica e le sue capacità di tiro, che risultava oltremodo complesso in quelle condizioni. Tra le varie particolarità della tecnica di tiro e di combattimento di Häyhä vi era quella di sparare sempre dal terreno, fatto assai raro per un cecchino, in quanto la tendenza dei tiratori scelti è ovviamente quella di posizionarsi sempre in zone sopraelevate rispetto al passaggio del nemico.
Durante la Battaglia di Kollaa, i soldati dell'Armata Russa uccisi da parte di Simo col solo cecchinaggio raggiunse il numero di 542. Questi numeri sono giudicati attendibili in quanto il conteggio giornaliero dei morti era pratica in uso presso i cecchini finlandesi, anche se il numero di russi da lui uccisi potrebbe essere superiore agli 800.
Restava appostato per ore nel gelido inverno finlandese, portando con sé pane e zucchero per non perdere energie.
Rivelatosi un vero flagello per l'esercito russo, l'Armata Rossa usò i migliori cecchini per dargli la caccia, arrivando persino a coinvolgere artiglieria per cercare di stanarlo. Il 6 marzo 1940 Häyhä fu colpito alla mandibola durante un combattimento ravvicinato. Il proiettile lo ferì nella parte sinistra del viso. Riprese coscienza il 13 dello stesso mese. Poco tempo dopo la battaglia fu promosso da caporale a sottotenente dal Maresciallo di Finlandia Carl Gustaf Emil Mannerheim. Occorse molto tempo perché Häyhä si potesse riprendere dalla ferita infertagli. Dopo la guerra divenne un cacciatore di alci e un allevatore di cani.
Quando gli fu chiesto nel 1998 come aveva fatto a diventare un tiratore così bravo, egli rispose: «Pratica». Quando gli fu chiesto se si pentiva dei tanti morti che aveva fatto egli rispose: «Ho fatto quello che mi hanno chiesto, al meglio che ho potuto. Non ci sarebbe una Finlandia se tutti non avessero fatto lo stesso». Simo Häyhä visse i suoi ultimi anni nel piccolo villaggio di Ruokolahti, nel sud-est della Finlandia, che curiosamente si trova nelle immediate vicinanze del confine russo. Morì il 1º aprile del 2002 all'età di 96 anni.

## Armi e strategie
Simo Häyhä usava un fucile Mosin-Nagant russo modificato in Finlandia, chiamato "Spitz"; lo stesso Simo era basso di statura (circa 1,60 m). Simo usò spesso anche un Suomi KP-31 e portava sempre con sé pochissimo equipaggiamento: per muoversi velocemente gli bastavano, oltre al fucile e al mitra, solo una razione di cibo e i caricatori delle sue armi.
Tra i vari motivi del suo successo vi è la tattica russa d'attacco a ondate che procurava bersagli molto ravvicinati e scoperti. Häyhä, come accennato, sfruttava tecniche assolutamente insolite tra i cecchini: in particolare usava tacche di mira fisse piuttosto che un'ottica telescopica, in quanto riteneva che un eventuale riflesso sulla lente dell'obiettivo avrebbe potuto rivelare la sua posizione.
Nonostante l'assenza di un mirino telescopico, riusciva a centrare obiettivi anche da distanze superiori ai 400 metri. Häyhä inoltre si muoveva sempre da solo durante le operazioni, rimanendo acquattato nella neve e sopportando per ore temperature che andavano dai -20 ai -40 °C, al contrario degli altri cecchini finlandesi che solitamente si posizionavano sugli alberi. Häyhä vestiva sempre di bianco per mimetizzarsi nella neve (da qui il suo soprannome), che era solito compattare di fronte alle canna del suo fucile per non farla sollevare nello sparo.
Inoltre, con l'approssimarsi del nemico, nell'imminenza dell'azione, si metteva sempre della neve in bocca per evitare di produrre condensa con il respiro e rivelare così la sua posizione.

## Nella cultura di massa
Nel manga di Record of Ragnarok, Simo Häyhä è uno degli umani che combatte al torneo del Ragnarok.
Il gruppo power metal Sabaton ha composto la canzone "White Death" in onore di Häyhä, che è stata pubblicata nel 2010 nel loro album Coat of Arms.
Nel film Hemingway & Gellhorn (2012) il suo personaggio è interpretato dall'attore Steven Wiig.
Il regista Jalmari Helander ha dichiarato che il film Sisu - L'immortale (2022) è liberamente ispirato anche alla vita di Simo Häyhä.